# Jonquières (Tarn)
 Jonquières  es una población y comuna francesa, ubicada en la región de Mediodía-Pirineos, departamento de Tarn, en el distrito de Castres y cantón de Lautrec.

## Demografía
| 460 | 450 | 489 | 456 | 850 | 760 | 790 | 791 | 814 | 742 | 772 | 800 | 794 | 714 | 693 | 668 | 662 | 599 | 561 | 577 | 558 | 504 | 502 | 446 | 440 | 365 | 369 | 346 | 333 | 339 | 433 | 450 | 460 | 478 | 467 |
| Para los censos de 1962 a 1999 la población legal corresponde a la población sin duplicidades (Fuente: INSEE [Consultar]) |     |     |     |     |     |     |     |     |     |     |     |     |     |     |     |     |     |     |     |     |     |     |     |     |     |     |     |     |     |     |     |     |     |     |